# Alfred Le Petit
Pour les articles homonymes, voir Le Petit et Le Grand.
Alfred Le Petit, aussi connu sous les pseudonymes d’Alfred Le Grand, Caporal ou Zut, né à Aumale (Seine-Maritime) le 8 juin 1841 et mort à Levallois-Perret (Hauts-de-Seine) le 15 novembre 1909 est un peintre, caricaturiste et photographe français.

## Biographie
Alfred Le Petit naît à Aumale (Seine-Maritime) le 8 juin 1841.
Il peint une Crucifixion pour l'église Saint-Martin de Beaucamps-le-Vieux en 1857 et un Christ aux outrages pour l'église Saint-Pierre-et-Saint-Paul de Fallencourt en 1858.
En 1861, il est apprenti chez le statuaire et modeleur Klaz à Paris, puis apprenti en 1862 chez un photographe professionnel rue Vivienne à Paris. Il pratique la photographie pour un usage personnel ou commercial à partir des années 1860, et documentera les petits métiers des villes et des campagnes dans les années 1880 et 1890. Il est élève à l'école des beaux-arts de Rouen sous la direction de Gustave Morin en 1866. Après des études de dessin, de peinture et de photographie, Alfred Le Petit se lance dans la caricature à Rouen. À Paris, il donne des dessins à la revue d'André Gill et de François Polo, L'Éclipse en 1866. Il fonde le Tam Tam (1867-1868) avec Ernest Vaughan à Rouen, dessine de 1867 à 1883 au Journal amusant fondé par Charles Philipon.
En janvier 1870, il fonde La Charge, journal satirique hebdomadaire où il publie la série « Fleurs, fruits et légumes du jour » et s'attaque tout particulièrement à Napoléon III avec férocité. Charles Virmaître en est l'éditeur scientifique et le journal paraît jusqu'en 1890.
Pendant la Commune de Paris, il donne des dessins à La Montagne communarde en mars et avril 1871 et publie la série Les Hommes de la Commune.
Il achète une maison à Levallois-Perret en 1874.

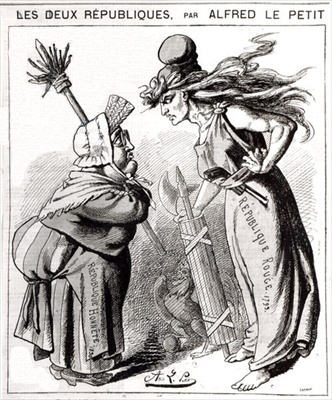
« République sociale contre République conservatrice », caricature parue dans Le Grelot en 1872.

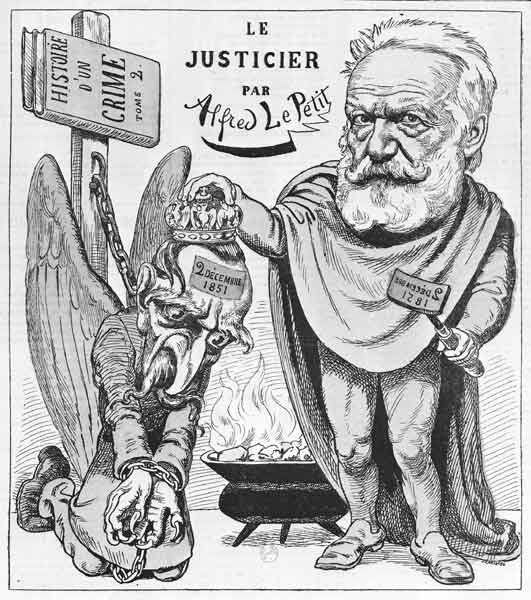
« Le Justicier », caricature de Victor Hugo parue dans Le Pétard no 40, 1878.

Dessinateur et patron de presse, il collabore dans un esprit républicain avancé et très anticlérical au Grelot et au Charivari. Il fonde plusieurs feuilles satiriques : L'Étrille, Le Pétard (1877-1879) et Le Sans-Culotte (1878-1879). Il réalise une série d’assiettes illustrées de caricatures intitulée « Les Contemporains dans leur assiette », primée à l'Exposition universelle de 1878. 
En 1880, il dessine pour diverses revues : Tout Paris ; Lyon républicain, Le Petit Rouennais illustré, La Jeune République, Le Petit Méridional (journal républicain quotidien), Le Petit Ardennais illustré. Il lance avec Félicien Champsaur l'hebdomadaire satirique  Les Contemporains qui publiera 43 numéros jusqu'en décembre 1881). Cette année-là, il se bat en duel et tue un Italien par nationalisme, et illustre Gros-Jean et son curé, texte anticlérical d'Auguste Roussel, de Méry, La Bible farce de Pierre Malvezin, puis publie La Vie drolatique des saints en 1883. Il utilisait aussi les pseudonymes Caporal et Alfred Le Grand.
En 1884, il expose Parapluie pour spectacle (portrait de Sarah Bernhardt) aux Incohérents. Ses peintures Le Singe malade et Singe chiffonnier sont refusées au Salon de 1886.
Le Petit commence en 1888 une collaboration épisodique pour les portraits-charge des Hommes d'aujourd'hui, publication qui s'éteint en 1899. Il fonde La Charge (1888-1889), d'obédience boulangiste. Il est condamné à deux mois de prison pour un dessin contre l’armée et favorable au général Boulanger.
Il expose des aquarelles et des dessins à la galerie Bernheim à Paris en 1895, année où il devient veuf.
Il dessine pour Le Rire de 1895 à 1898.
Après avoir défendu le général Boulanger et pris parti contre Dreyfus, il tente une carrière de peintre académique, mais échoue dans cette voie. 
En 1901, il donne quelques dessins à L'Assiette au beurre et à la Collection des cent.
Il termine sa vie assez misérablement en réalisant des caricatures pour les touristes au premier étage de la tour Eiffel et en chantant dans les cabarets accompagné de son violon.
Entre 1903 et 1905, il séjourne à l'hôpital de l'Hôtel-Dieu de Paris, y tient des journaux et réalise des croquis, qui seront publiés dans l'ouvrage Je suis malade. Curieux carnets d'un séjour à l'Hôtel-Dieu en 1903-1905 aux Éditions Alternatives en 2007. Il meurt à Levallois-Perret le 15 novembre 1909 et est enterré dans le cimetière de Fallencourt (Seine-Maritime).
Il est le père du peintre et graveur Alfred Marie Le Petit (1876-1953).

## Publications
- Je suis malade. Curieux carnets d'un séjour à l'Hôtel-Dieu en 1903-1905, présentés par Guillaume Doizy et Jean-François Le Petit, Éditions Alternatives, 2007[5].

## Expositions
- Exposition rétrospective à Paris au Salon d'Automne de 1931.
- Exposition au musée des Beaux-Arts de Rouen en 1934.